# Azud de la Acequia de Mestalla

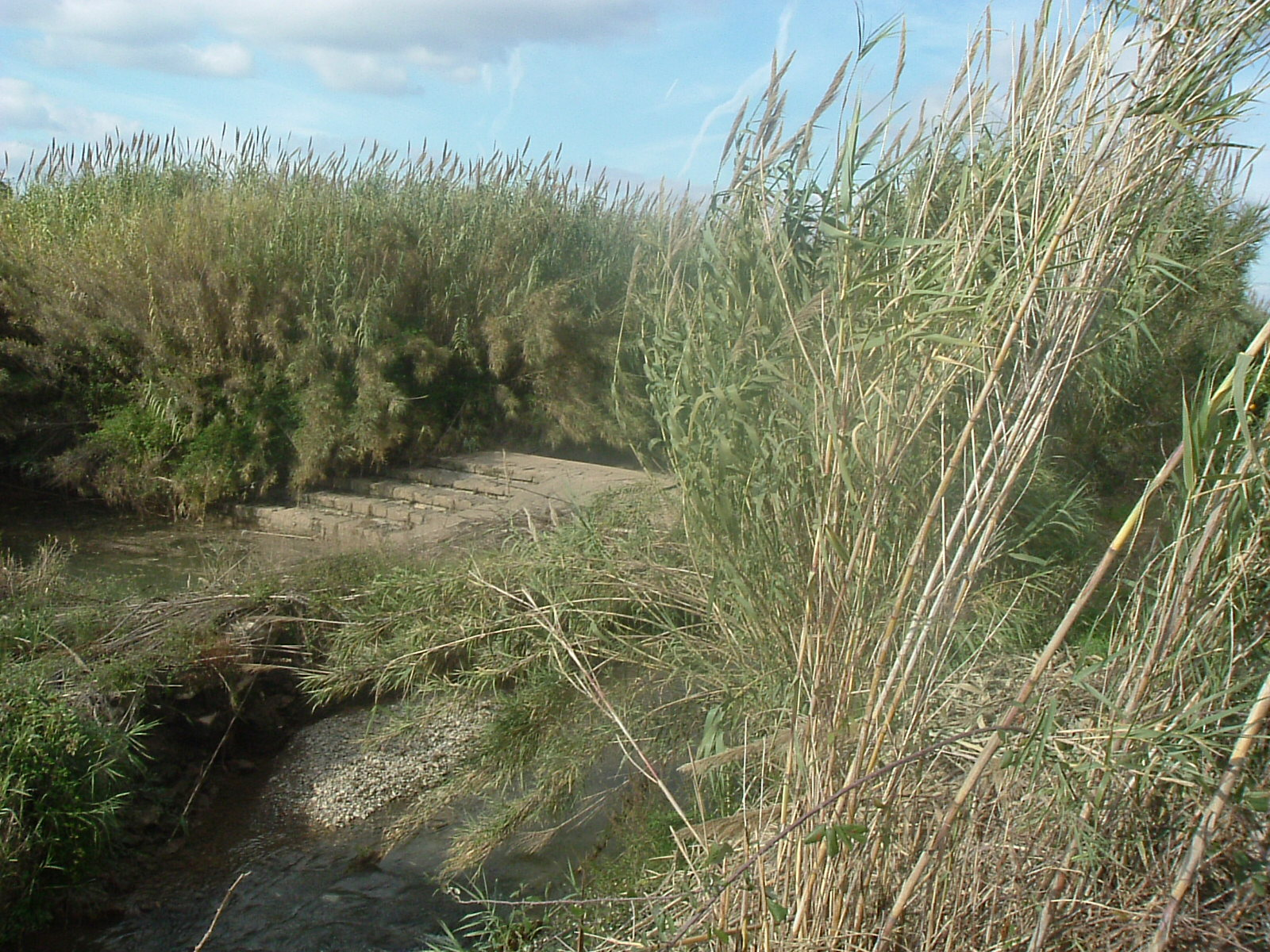

El Azud de la Acequia de Mestalla se encuentra entre los municipios de Manises y Paterna, en la comarca de la Huerta Oeste, de la provincia de Valencia. Está considerado Bien de interés cultural, con anotación ministerial número R-I-51-0011244 y de la Generalidad Valenciana número 46.14.190-015.

## Descripción histórico-artística
Se puede datar la obra actual del siglo XVII. Se trata de un muro compacto y recto construido con grandes sillares y argamasa que se dispone de forma ligeramente oblicua sobre el río Turia, después de un meandro que le permite aprovechar mejor el envite de la corriente para derivar el agua hacia su margen izquierda. Allí se encuentra un pequeño tramo de canalización excavada en el terreno que conduce el agua hacia la almenara que evacúa los sobrantes captados que no corresponden a esta acequia y la boca que da acceso propiamente dicho a la acequia de Mestalla. La almenara, de grandes dimensiones, conserva la cimentación de sillares. La compuerta metálica es de la segunda mitad del siglo XX pues fue destruida la anterior por la riada de 1957, tal como sucedió también con la casa de las compuertas y las propias compuertas de las bocas. Conserva los arcos de las bocas de la acequia.
Ocupa el quinto lugar de las nueve acequias que nacen desde el río Turia, ubicándose en el límite de los términos municipales de  Manises y Paterna,  a unos 500 metros río arriba del puente que une ambos términos municipales.
El azud de Mestalla se dispone transversal a la dirección y sentido de la corriente sin apenas inclinación para conducir las aguas hacia la embocadura del nacimiento de la acequia en contraposición con lo que ocurre en los azudes de Montcada, Tormos o Mislata. 
Su perfil es escalonado con cinco escalones construidos con losas de piedra caliza trabadas de unos 20 centímetros de espesor y de forma rectangular. El arranque del azud se produce en la orilla derecha desde un contrafuerte de base triangular incrustado en el desnivel del margen. 
En el fondo del lecho del río se dispone un conjunto de argamasa de cal y canto formando un espacio escalonado para  permitir el asiento de las piezas de sillería de piedra caliza machihembradas en el talón que impiden el deslizamiento debido a la fuerza de la corriente. El árido empleado en la construcción de esta base es bastante irregular y procede de la erosión del río debido a su canto rodado. La coronación del azud está resuelta con piedras calizas de dos metros de longitud y unos 50 centímetros de ancho trabadas a los lados. 
El muro de encauzamiento de la acequia es de fábrica de sillar calizo trabada y con entalladuras verticales practicadas en las piezas para el alojamiento y deslizamiento de las compuertas. El suelo del espacio delimitado por la almenara se resuelve con un enlosado de piezas iguales que las utilizadas para formar el graderío del azud.
También forma parte de este conjunto de construcciones hidráulicas los restos de la casa de las compuertas, un puente de paso sobre la acequia que por su aspecto y conservación podría tener más de 400 años, los restos de un antiguo molino, etc.